# Sengoku (série de jogos eletrônicos)
Sengoku é uma série de jogos de luta de Video game do estilo Beat 'em up, lançada pela SNK para Neo Geo. O nome original da série é "Sengoku Denshou" (em português: "Tradição de Guerra Civil").

## Sinopse
Apesar de aparentar não existir uma ligação entre as histórias de cada um dos jogos da série, todos os jogos envolvem as forças dos guerreiros zumbis do Japão do tempo feudal atacando os protagonistas.
Nos dois primeiros jogos, o jogador pode jogar como um ninja ou um vaqueiro do oeste. Durante o jogo, o jogador pode conseguir power-ups para obter mais força e transformar-se num guerreiro mais poderoso para combater seus inimigos.
O terceiro jogo não tem uma história muito relacionada aos dois primeiros jogos. Ao invés de ter, sua história é sobre um clã ninja que tem como missão parar os demônios japoneses que estavam espalhando-se pelo mundo afora, antes que o mundo seja engolido pelo caos.

## Jogos
- Sengoku / Sengoku Denshō (1991)
- Sengoku 2 / Sengoku Denshō 2 (1993)
- Sengoku 3 / Sengoku Denshō 2001 (2001; desenvolvido pela Noise Factory)